# How Do You Do It?
«How Do You Do It?» es el primer sencillo de la banda de Liverpool Gerry and the Pacemakers. La canción fue número uno en la lista de sencillos del Reino Unido el 11 de abril de 1963, donde se mantuvo durante tres semanas.

## Historia
La canción fue escrita por Mitch Murray. A Adam Faith se le habría ofrecido la canción, pero la rechazó. George Martin buscaba un número 1 para los Beatles y les ofreció la canción. The Beatles grabaron una versión de la misma producida por George Martin, la cual en aquel entonces podría haber sido el primer sencillo de la banda, pero finalmente los Beatles decidieron que no les gustaba, que no estaba dentro del estilo que querían para un sencillo y fue cuando empezaron a trabajar en Please Please Me, lo que les dio su primer número uno. La versión de How Do You Do it de los Beatles no fue lanzada, finalmente apareció en la retrospectiva en el álbum del grupo, Anthology 1 en 1995.
Gerry and the Pacemakers hicieron una versión que fue producida por George Martin y se convirtió en un éxito en el Reino Unido, hasta que fue reemplazada en la parte superior por "From Me to You", y que fue el tercer sencillo de The Beatles. 
La canción también fue título de la canción para un EP de 7" con las canciones: "How Do You Do It", "Away From You", "I Like It" y "It's Happened To Me".
El disco entró a los Estados Unidos el 5 de julio de 1964, con el tiempo alcanzando el puesto # 9.